# 웹 크립토그래피 API
웹크립토(webcrypto)로 잘 알려진 웹 크립토그래피 API(Web Cryptography API)에 대해서 W3C는 다음과 같이 정의하고 있다.
"이 사양은 해싱, 서명 생성 및 확인, 암호화 및 암호 해독과 같은 웹 응용 프로그램에서 기본 암호화 작업을 수행하기 위한 자바스크립트(JavaScript) API에 대해 설명한다. 또한 애플리케이션이 이러한 작업을 수행하는 데 필요한 키 자료를 생성 및 관리하기 위한 API를 설명합니다. 이 API의 사용 범위는 사용자 또는 서비스 인증, 문서 또는 코드 서명, 통신의 기밀성 및 무결성이다."
웹크립토(webcrypto)는 HTML5의 주요한 자바스크립트(JavaScript) API중 하나로 여겨지며 W3C는 이러한 Web Cryptography API가 호환성과 안정성에서 보장받을수있도록 지속적인 표준안을 다양한 기술적 측면에서 제시하고 있다.

## 같이 보기
- 다이제스트